# Корольков Борис Панкратович
Борис Панкратович Королько́в (3 січня 1920, Майкоп — 9 листопада 1986, Харків) — український радянський скульптор і педагог; член Харківської організації Спілки радянських художників України з 1962 року. Батько художника В'ячеслава Королькова.

## Біографія
Народився 3 січня 1920 року в місті Майкопі (нині Республіка Адигея, Росія). Брав участь у німецько-радянській війні. Нагороджений орденом Слави III ступеня, медалями. Протягом 1946—1952 років навчався у Харківському художньому інституті, де його викладачами були, зокрема, Ірина Мельгунова, Адольф Страхов.
Упродовж 1952—1983 років (з перервами) викладав у Харківському художньому/Харківському художньо-промисловому інститутах. Мешкав у Харкові в будинку на вулиці Лермонтовській, № 38, квартира № 54. Помер у Харкові 9 листопада 1986 року.

## Творчість
Працював у галузі станкової та монументальної скульптури. Серед робіт:
погруддя
- О. Скорохода (1962, гіпс тонований);
- Федора Полєтаєва (1963);
- Павла Постишева (1967);
- В. Гребіниченка (1968, гіпс);
- Іллі Ульянова (1970);
- Володимира Мурзенка (1975);

скульптура
- «Солдат Великої Вітчизняної війни» (1960, бетон);
- «Герої керченських катакомб» (1964—1965).

пам'ятники у Харкові
- Івану Котлову на вулиці Котлова (1958, бронза, граніт; архітектор М. Колл; зруйнований 17 травня 2015 року);
- Героям, що полягли при визволенні Харкова на Московському проспекті (1965);
- Студентам та викладачам Харківського юридичного інституту, які загинули на фронтах німецько-радянської війни (1970);
- Павлу Постишеву на вулиці Плеханівській (1977; завалений 30 січня 2015 року).

У співавторстві з Михайлом Овсянкіним та Пилипом Бондарем у 1955 році створив скульптурні групи на Харківському мосту.
Брав участь у республіканських виставках з 1960 року, всесоюзних — з 1965 року.
Деякі роботи скульптора зберігаються у Харківському художньому музеї.